# Decussazione

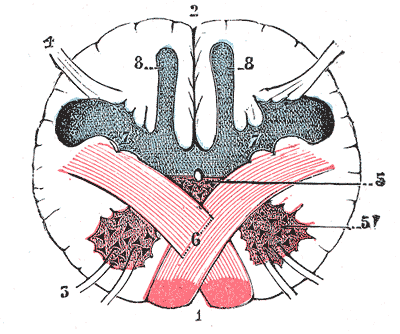
Sezione della medulla oblongata al livello della decussazione delle piramidi.

Per decussazione, in vari contesti biologici si intende un incrocio. Il termine deriva dal latino decussatio, utilizzato ad esempio, nella nomenclatura anatomica antica, per indicare la decussazione delle piramidi, decussatio pyramidum. In anatomia, il termine "chiasma" viene spesso utilizzato come sinonimo di "decussazione".
Decussazione deriva da decem, dieci in latino, che si scrive con la lettera X.
Decussazione è un termine riferibile a vari contesti:
- Nel cervello, alcune fibre nervose passano obliquamente dal lato di origine, a quello opposto, da destra a sinistra o viceversa. Si veda ad esempio la decussazione delle piramidi.

- In fillotassi, quando si succedono coppie di foglie perpendicolari tra di loro, si dicono decussate.Decussazione in Crassula rupestris

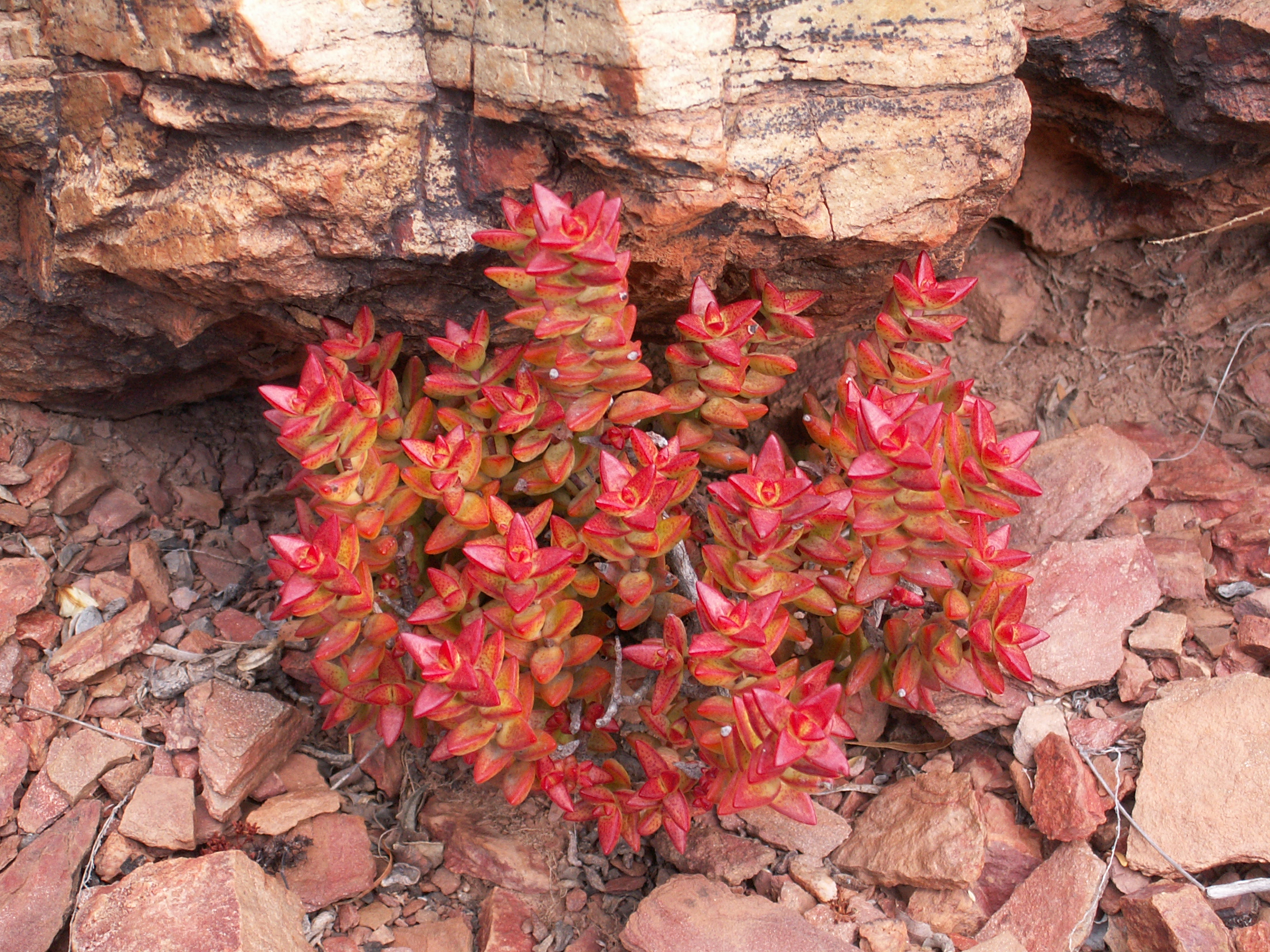
Decussazione in Crassula rupestris

- In araldica, decussato è un attributo utilizzato per descrivere due figure poste a croce di sant'Andrea, come nella Pezza onorevole Decusse.Croce di Sant'Andrea d'argento accantonata da quattro cipressi

Croce di Sant'Andrea d'argento accantonata da quattro cipressi

- Nello smalto dentale, dove fasci di adamantina incrociano nel decorso dalla giunzione smalto-dentina, verso la superficie esterna dello smalto.